# Nyctemera plagifera
Nyctemera plagifera är en fjärilsart som beskrevs av Walker 1854. Nyctemera plagifera ingår i släktet Nyctemera och familjen björnspinnare. Inga underarter finns listade i Catalogue of Life.